# Good Wife's Guide

Good Wife's Guide est un article qui aurait, selon une rumeur, été publié dans le numéro du 13 mai 1955 d'un magazine intitulé Housekeeping Monthly.
L'article décrit comment une bonne épouse devait se comporter, et contient des éléments qui reflètent la répartition des rôles dans la société américaine contemporaine. Le texte et un prétendu scan de l'article ont beaucoup circulé par courriel et sur les réseaux sociaux. Le manque de preuves a permis d'émettre d'importants doutes quant à ses origines.

## Authenticité
Les recherches menées semble indiquer que ce guide était un canular. D'après snopes.com, les mots « The Advertising Archives (en) » situés sur la droite de l'image suggèrent une fraude, puisque les Archives en question n'ont pas existé avant 1990,. De plus, l'image utilisée semble provenir d'une couverture du magazine John Bull (en) en 1957.
Enfin, aucun magazine ne s'est jamais intitulé Housekeeping Monthly.

## Sources
- (en) Cet article est partiellement ou en totalité issu de l’article de Wikipédia en anglais intitulé « Good Wife's Guide » (voir la liste des auteurs).